# Картер, Доминик
Доминик Картер (англ. Dominic Carter) — английский актёр.

## Карьера
Картер появился в нескольких британских телевизионных и кино проектах, включая «Чисто английское убийство», «Врачи», «Офигительно красивая» и «Дело».
Он наиболее известен по повторяющейся роли полицейского Хуча в «Coronation Street» и он также снялся в роли Яноса Слинта в четырёх сезонах телесериала HBO «Игра престолов».

## Фильмография

### Фильмы
| Год  | Название                     | Роль         | Примечания |
| ---- | ---------------------------- | ------------ | ---------- |
| 1999 | Докеры                       | Чарли        | телефильм  |
| 2000 | Облажаться по-крупному       | Оззи Шеперд  | [ 4 ]      |
| 2005 | Под откос                    | Майкл Ходдер | телефильм  |
| 2011 | Покойся с миром, Чарли Ноудс | Мик          | [ 5 ]      |
| 2017 | Удивительная миссис Мэй      | Роджер       |            |

### Телевидение
| Год       | Название                  | Роль                                                | Примечания |
| --------- | ------------------------- | --------------------------------------------------- | --- |
| 1995      | Солдат, солдат            | официант                                            | 1 эпизод («Love and War»)                                                                                        |
| 1996      | Никаких бананов           | Мателот                                             | 1 эпизод («Cricket»)                                                                                             |
| 1996      | Пирог в небе              | журналист                                           | 1 эпизод («Gary’s Cake»)                                                                                         |
| 1996-2008 | Чисто английское убийство | Стив О’Салливан Шон Мэсси Питер Мюррей Боб Флэнаган | 1 эпизод («Track Marks») 1 эпизод («The Cross») 1 эпизод («203») 1 эпизод («R.I.P.P.I.»)                         |
| 1997      | Дэлзил и Пэскоу           | Джонти Марш                                         | 1 эпизод («Deadheads»)                                                                                           |
| 1998      | Будь собой                | парамедик                                           | 1 эпизод («Leg»)                                                                                                 |
| 2000      | Книжный магазин Блэка     | первый хулиган                                      | 1 эпизод («Cooking the Books»)                                                                                   |
| 2003      | Опущенные глаза           | меткий стрелок                                      | 1 эпизод («Episode 1.6»)                                                                                         |
| 2003      | Подъём                    | Джейми                                              | 1 эпизод («Bed Bugs»)                                                                                            |
| 2006      | Холби Сити                | Арчи Бёрнс                                          | 1 эпизод («Brother’s Keeper»)                                                                                    |
| 2006      | Моя семья                 | санитар                                             | 1 эпизод («The Heart of Christmas»)                                                                              |
| 2006-2007 | Офигительно красивая      | Тиггси Уиллис                                       | 6 эпизодов |
| 2006-2015 | Врачи                     | Барри Ширман Рэй Гарви Дэвид Саттон                 | 1 эпизод («Of All the Car Parks in All the World») 1 эпизод («The Official Line») 1 эпизод («Signs and Wonders») |
| 2008-2009 | Coronation Street         | детектив Хуч                                        | 19 эпизодов |
| 2011      | Дело                      | Карл Ранкайн                                        | 5 эпизодов |
| 2011-2015 | Игра престолов            | Янос Слинт                                          | 15 эпизодов |
| 2014      | Двигаясь вперёд           | Дерек                                               | 1 эпизод («The Beneficiary»)                                                                                     |